# Nulti kadar
Nulti kadar hrvatska je dokumentarna emisija u sklopu koje se prikazuju hrvatske televizijske drame i filmove koji su snimljeni u produkciji Hrvatske radiotelevizije/Televizije Zagreb (HTV/TVZ) od 1966. do 1989. godine, a nisu reprizirani u zadnjih dvadesetak godina. Svaki film i televizijska drama uvodi se kratkom dokumentarnom emisijom u trajanju od 10 do 15 minuta. U tim emisijama, uz pomoć arhivskog materijala i komentara stručnjaka poput filmologa, glumaca ili autora, raspravlja se o specifičnostima tih djela, okolnostima njihovog nastanka i načinu na koji su bila primljena od strane kritike. Također, pruža se novi kontekst i osvrt iz današnje perspektive.
Emisija se premijerno prikazuje od 2. listopada 2023. na kanalu HRT – HTV 3.

## Pregled emisije
| Sezona | Sezona | Epizode | Epizode | Originalno emitiranje | Originalno emitiranje |
| Sezona | Sezona | Epizode | Epizode | Premijera             | Finale                |
| ------ | ------ | ------- | ------- | --------------------- | --------------------- |
|        | 1.     | 19      | 19      | 2. listopada 2023.    | 19. veljače 2024.     |
|        | 2.     | 19      | 19      | 21. listopada 2024.   | 10. ožujka 2025.      |

| 1. Kainov znak (1970.) 2. Liberanovi (1979.) 3. I oprosti nam dugove naše (1969.) 4. Tri jablana (1976.) 5. Soba za odmor (1983.) 6. Kipić (1972.) 7. Kvit posla (1983.) 8. Sastanak u bijelom (1969.) 9. Pijetlov kljun (1972.) 10. Terevenka (1987.) 11. Neobični sako (1984.) 12. Pjesma od rastanka (1979.) 13. Rasprodaja (1989.) 14. Žeđ (1969.) 15. Dramolet po Ćiribiliju (1972.) 16. Lov (1974.) 17. Itakodalje (1977.) 18. Auto trubi, mi smo rodoljubi (1972.), Ep.: Bijesna kobila / Sudar 19. Prijatelji (1972.) | 1. Ožiljak (1969.) 2. Samac (1976.) 3. Rano sazrijevanje Marka Kovača (1981.) 4. Eksperiment profesora Hinčića (1988.) 5. Živjeti (1968.) 6. Pravednik (1974.) 7. Motel Mjesečina (1977.) 8. Olujna noć (1987.) 9. Karmine (1978.) 10. Cili svit je inšenpjan (1971.) 11. Adam i Eva (1969.) 12. Moji dragi dobrotvori (1970.) 13. Allegro con brio (1973.) 14. Slučaj Filipa Franjića (1978.) 15. Posjet (1986.) 16. Car se zabavlja (1975.) 17. Prepušteni (1971.) 18. Prikupljanje hrabrosti (1966.) 19. Samoubojica (1985.) |

## Poveznice
- Popis hrvatskih filmova